# Кларънс Хаус
Кларънс Хаус (на английски: Clarence House) е кралски имот в Лондон, намиращ се на улица Мал в Уестминстър. Свързан е с двореца Сейнт Джеймс, с който делят обща градина. За близо 50 години, от 1953 до 2002 г., е дом на кралица Елизабет, кралицата-майка, а след смъртта ѝ през 2002 г. става официална резиденция на принц Чарлз, херцогинята на Корнуол и на принц Хари до 2012 г. Принц Уилям се премества след брака си с Кейт Мидълтън през април 2011 г. Резиденцията е отворена за посетители за около два месеца всяко лято.
Къщата е построена между 1825 и 1827 г. по дизайн на Джон Наш. Строежът ѝ е поръчан от Уилям IV, известен още като херцог Кларънс преди да седне на трона през 1830 г. Той предпочитал да живее там вместо в намиращия се наблизо дворец Сейнт Джеймс, който смятал за прекалено тесен. Къщата е наследена от сестра му принцеса Августа София, а след смъртта ѝ през 1840 – от майката на кралица Виктория Виктория фон Сакс-Кобург-Заалфелд, херцогиня на Кент. През 1866 г. става дом на принц Алфред, втори син на Виктория и Албърт. След смъртта му през 1900 г., по-малкият му брат принц Артър (третият син на кралица Виктория) използва къщата до смъртта си през 1942 г., през което време тя е повредена от вражеските бомбардировки. Използвана е като централа на Червения Кръст по времето на Втората световна война, преди да бъде дадена на принцеса Елизабет и съпруга ѝ – херцога на Единбург. След смъртта на Джордж VI през 1953 г. в къщата се премества кралицата-майка.